# 쪽동백나무
쪽동백나무는 진달래목 때죽나무과의 나무이다. 학명은 Styrax obassia이다.

## 생태
한국·일본 원산이며 갈잎 큰키나무다. 10m쯤 자라며 산기슭과 산중턱의 반음지에서 잘 자란다. 나무껍질은 검은색을 띤 회색이며 줄기에 굴곡이 생기고, 붉은 기가 도는 어린 가지의 껍질이 종잇장처럼 벗겨진다. 잎은 어긋나고 둥그렇거나 넓은 타원 모양이며 끝이 뾰족하고 윗부분에 톱니가 조금 있다. 길이는 7~20cm, 너비는 8~20cm 정도이다. 5~6월에 새로 난 가지 끝의 총상꽃차례에 길이 1~2cm 정도의 조그만 흰색 꽃이 촘촘히 달려 땅을 향해 핀다. 열매는 핵과인데 9월에 여물며 달걀 또는 타원 모양이고 겉에 잔털이 빽빽하게 나 있고 익으면 껍질이 불규칙하게 갈라진다.
같은 속 나무인 때죽나무와 꽃과 열매가 매우 비슷하지만, 잎이 크게 달라 구별할 수 있다. 때죽나무 잎에 비해 쪽동백나무의 잎은 훨씬 크며 둥그렇다. 비슷한 나무로 잎의 모양은 똑같으나 크기가 약간 작은 좀쪽동백나무(Styrax shiraiana)가 있다.

## 사진

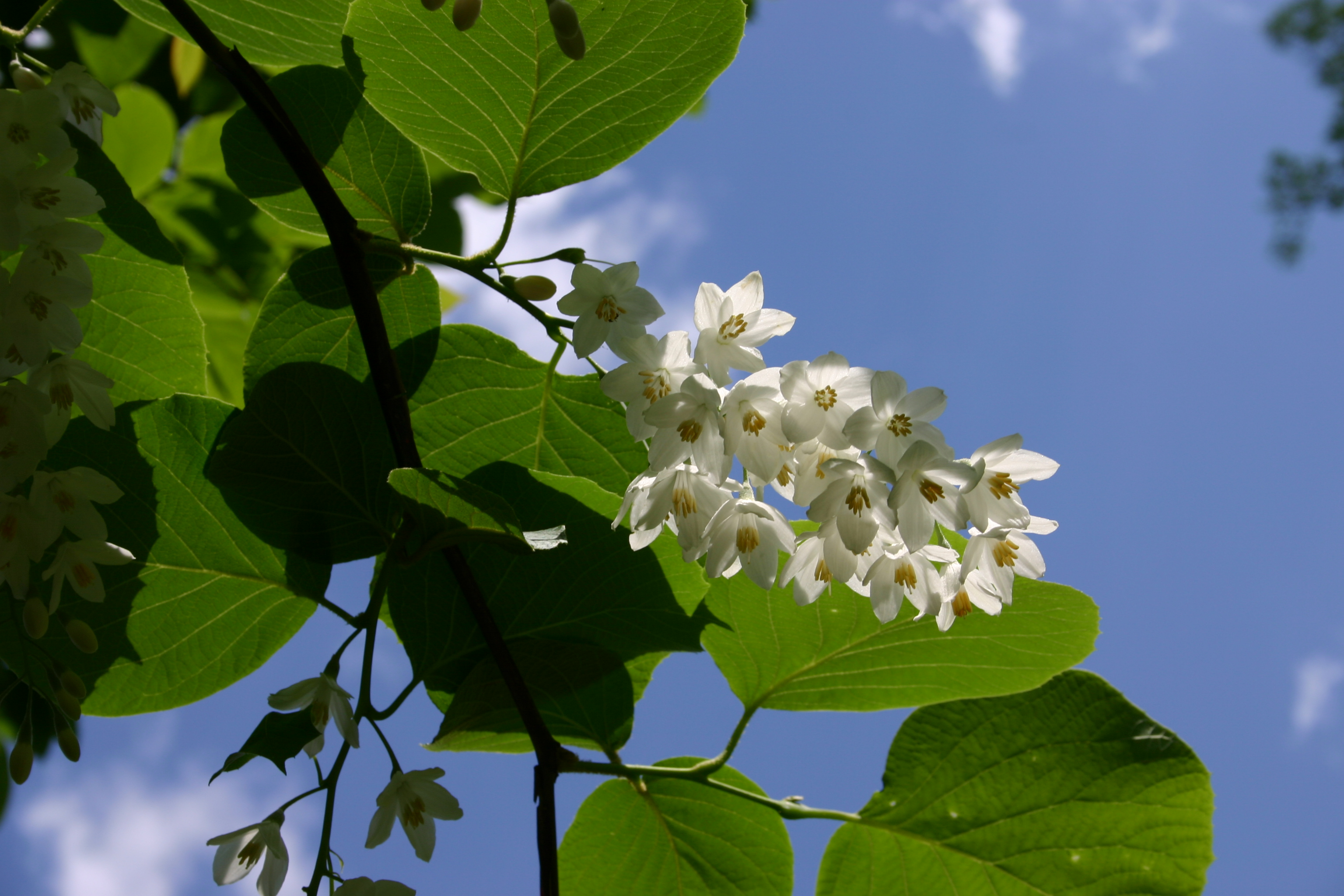
꽃
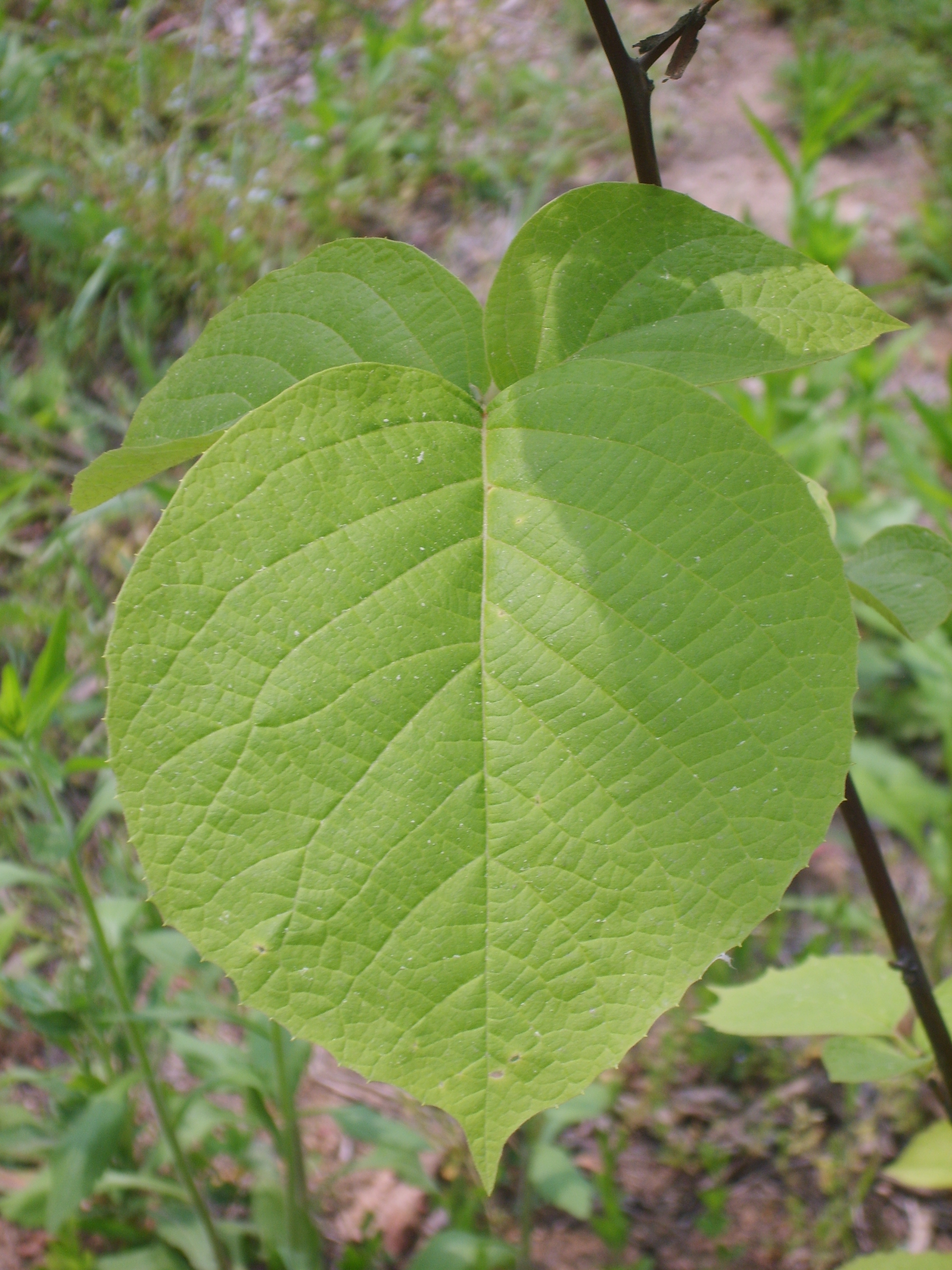
잎
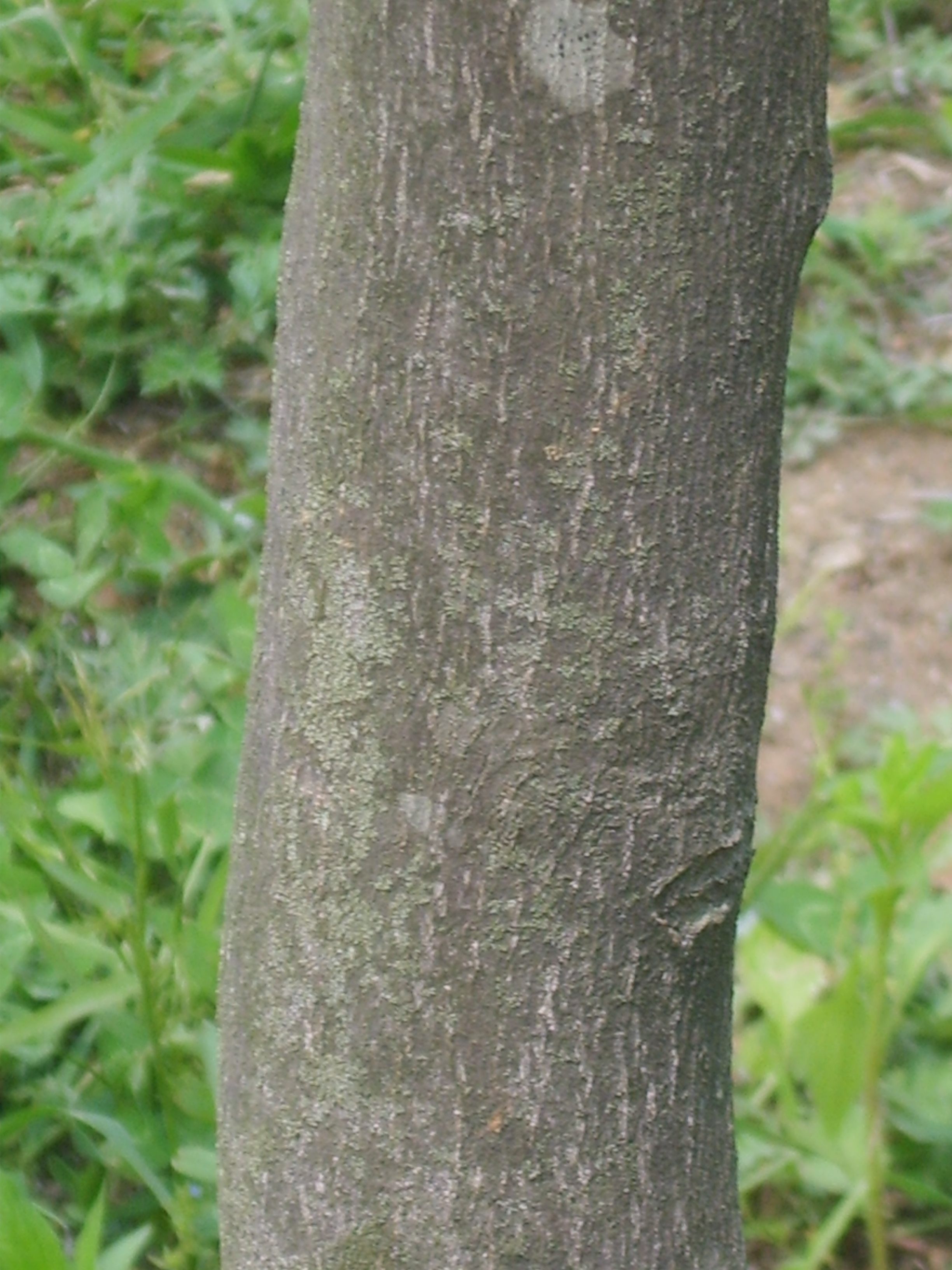
줄기
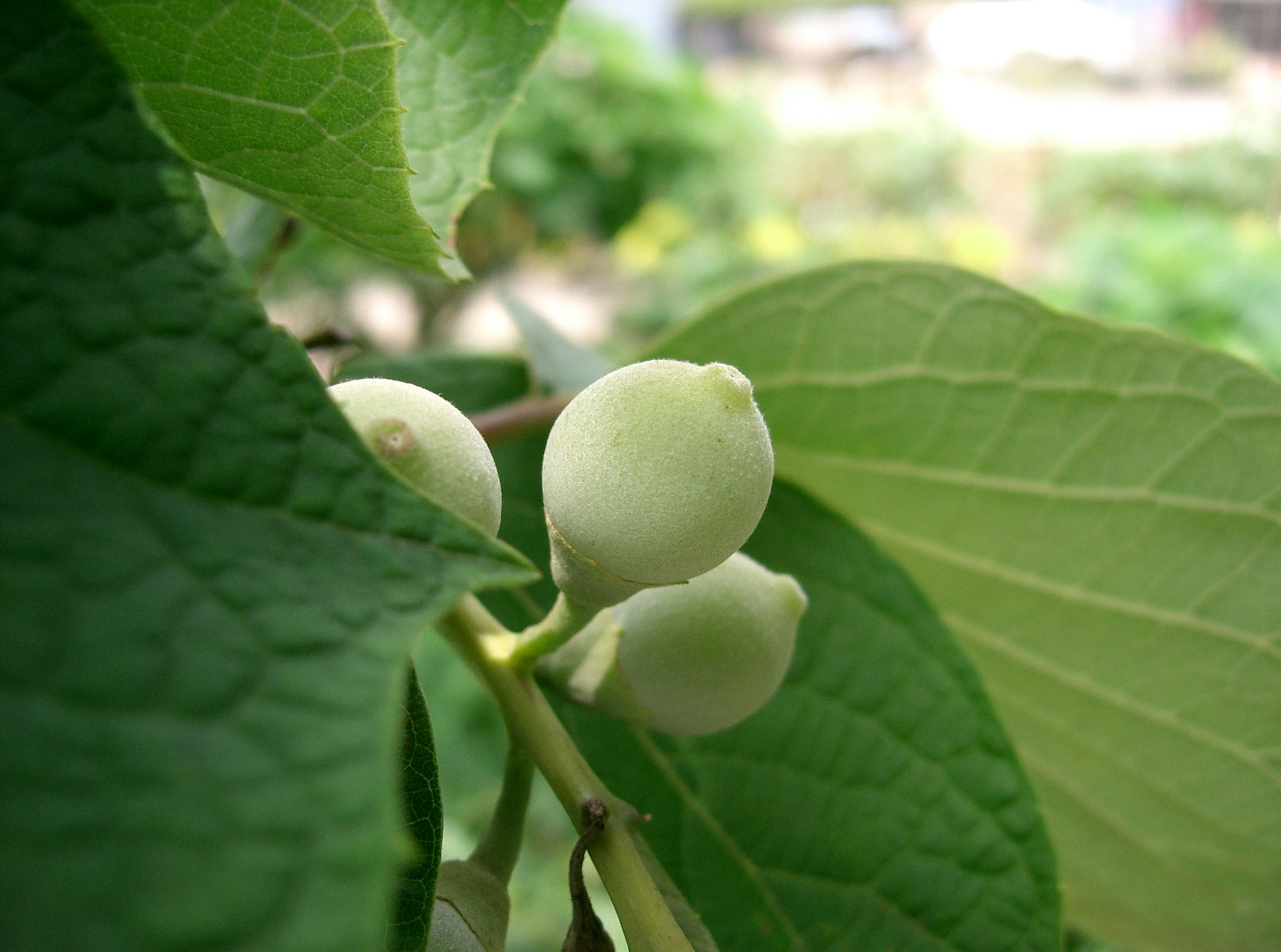
열매

## 참고 문헌
- 김용식; 송근준; 안영희; 오구균; 이경재; 이유미 (2000). 《조경수목 핸드북》. 광일문화사. ISBN 89-85243-25-X.
- 윤주복 (2004). 《나무 쉽게 찾기》. 진선출판사. ISBN 978-89-7221-414-4.